# Simon Rösner
Simon Rösner, né le 5 novembre 1987 à Wurtzbourg, est un joueur professionnel de squash représentant l'Allemagne. Il atteint en décembre 2018 la troisième place mondiale sur le circuit international, son meilleur classement. Il est champion d'Allemagne à onze reprises et finaliste du Championnats d'Europe en 2013. Il obtient la médaille d'or aux Jeux mondiaux de 2017.
En décembre 2020, il prend sa retraite sportive alors qu'il est 8e joueur mondial.

## Biographie
En novembre 2017, il atteint sa première demi-finale d'un tournoi PSA World Series en éliminant le champion du monde et tenant du titre Karim Abdel Gawad au 2e tour du Qatar Classic. Il confirme en janvier 2018 en étant le premier joueur allemand à remporter un tournoi PSA World Series lors du Tournament of Champions après avoir éliminé Marwan El Shorbagy, récent finaliste des championnats du monde puis Grégory Gaultier, no 1 mondial et s'imposant face à Tarek Momen en finale. En octobre 2018, il atteint la finale de l'US Open s'inclinant en finale face au champion du monde Mohamed El Shorbagy. Quelques semaines après, il atteint également la finale d'un autre tournoi majeur, le Qatar Classic.
En décembre 2020, Simon Rösner annonce sa retraite immédiate du World Tour mais il continue à jouer dans les ligues et pour l'équipe nationale allemande,.

## Palmarès

### Titres
- Tournament of Champions : 2018
- Edmonton Open : 2014
- Santiago Open : 2012
- Championnats d'Allemagne : 11 titres (2007-2017)
- Championnats d'Europe junior : 2006

### Finales
- Qatar Classic : 2018
- US Open : 2018
- Open de Suède : 2018
- Grasshopper Cup : 2015
- Canary Wharf Squash Classic : 2015
- Championnats d'Europe : 2013